# Línea 320 (Buenos Aires)
La línea 320 de colectivos es una línea de transporte automotor urbano que sirve en el Gran Buenos Aires. Realiza el trayecto Estación Morón - Estación El Palomar - Estación Martín Coronado. Es operada por Empresa Del Oeste S.A.T.. Sus unidades están pintadas de colores azul, amarillo, rojo y blanco.
Tiene una flota de aproximadamente 15 coches.

## Lugares de interés
- Estación Morón
- Plaza Oeste
- Cruce de Avenida Vergara y Autopista Acceso Oeste
- Avenida Vergara
- Villa Tesei
- Universidad Nacional de Hurlingham
- Calle Camargo
- Avenida Roca
- Colegio Militar de la Nación
- Estación El Palomar
- Estación Martín Coronado

- Datos: Q5857961